# Morden på Louisa Vesterager Jespersen och Maren Ueland
Den 17 december 2018 upptäcktes den 24-åriga danskan Louisa Vesterager Jespersens och den 28-åriga norskan Maren Uelands döda kroppar halshuggna i närheten av Jbel Toubkal i Marocko.
Kvinnorna var rumskamrater på ett norskt universitet och utbildade sig vid sidan av studierna till reseguider. De blev överfallna under en campingtur. Rättegången hölls i Salé, där 24 islamister anklagades. Tre av islamisterna var anklagade för själva utförandet av morden och för sina kontakter med Islamiska staten.
Marockos antiterrorchef sade, enligt nyhetsbyrån Agence France-Presse, att gruppen inspirerats av islamiska staten, men att de inte haft kontakt med IS-militanter från stridsområden. Abdessamad Ejjoud, en av dem som dömts för morden, har enligt Sky News berättat att när de misslyckades att ansluta sig till Islamiska staten, valde de att bedriva jihad i hemtrakterna istället.
Ett av morden verkar ha spelats in på video som sedan delades av IS-supportrar på sociala medier. Den norska polisen har bedömt att det finns en viss sannolikhet att videoinspelningen är äkta. Danmark har stämt 14 personer för spridning av videon.

## Rättegång
I juli 2019 blev de tre huvudmisstänkta dömda till döden för terrorbrott. Abdessamad Ejjoud och Younes Ouaziyad erkände under rättegången att de hade dödat Ueland och Jespersen. Rachid Afatti erkände dessutom att han filmat dådet. Tjugo andra åtalade dömdes till fängelsestraff. En fjärde misstänkt, som lämnade brottsplatsen innan Jespersen och Ueland dödades, dömdes till livstids fängelse.

### Överklagandedom
Den 31 oktober 2019 förkunnade den domstol dit de dömda överklagade sina domar att de tre dödsdomarna stod fast. En tidigare livstidsdom omvandlades till dödsstraff.